# Jean-Ferdinand-Alexandre de Borman
Jean Ferdinand Alexandre de Borman (Maaseik, 15 februari 1768 - Bree, 6 februari 1844) was een Zuid-Nederlands magistraat en politicus.

## Levensloop
Hij was een jongere zoon van François-Adrien de Borman (1732-1785), raadgever van de abdis van Thorn en verbonden aan de rechtbank in Neeroeteren, en Marie-Jacqueline Coomans (1729-1816). Een oudere zoon, Nicolaes de Borman (1766-1827), had twee zoons, die in 1857 in de adel werden verheven met een riddertitel en afstammelingen hebben tot heden. De ene was Theodore de Borman (1803-1863), vader van de historicus en politicus baron Camille de Borman.
Jean-Ferdinand promoveerde tot doctor in de rechten. In 1816 verkreeg hij erkenning in de erfelijke adel en benoeming in de Ridderschap van Limburg. Hij werd lid van de Provinciale Staten in deze provincie. Hij werd vrederechter in Achel en werd verkozen tot burgemeester van Bree.
In 1806 trouwde hij met Anne Claessens (°1781) en ze hadden een zoon en twee dochters. Die zoon, ridder Ferdinand de Borman (1807-1891), trouwde met Alexandrine Claessens (1817-1879). Ze hadden een zoon, Alexandre de Borman (1838-1927), procureur des Konings in Bergen. Hij was de laatste naamdrager in deze familietak, die in 1972 is uitgedoofd bij de dood van zijn dochter Berthe de Borman (1886-1972).